# Абдухалилов, Ташпулат
Ташпулат (Таш-Пулат) Абдухалилов  (ошибочно — Абдухаилов) (1864, Самарканд — ?) — предприниматель, депутат 2-й Государственной Думы, член Мусульманской фракции.

## Биография
Родился по одной версии в азербайджанской, а по другой таджикской семье. Из купцов. Получил начальное домашнее образование, затем окончил медресе. С юности работал торговым поверенным. Служил в Самарканде по выборам в качестве торгового и городского депутата. С 1907 года являлся членом Учётного комитета при Самаркандском отделении Русско-Китайского банка. Обладал недвижимым имуществом стоимостью 30 тысяч рублей.
27 февраля 1907 был избран во II Государственную Думу как беспартийный кандидат. Входил в состав Мусульманской фракции, считаясь одним из самых прогрессивных депутатов, избранных от Самаркандской области. Работал в аграрной комиссии, умеренный. Получил наказ избирателей, самаркандских мусульман, в том числе с требованием ограничить права евреев и установить для них такую же процентную норму, как и в Бухаре. Участвовал в прениях по законопроекту об обложении десятичным сбором богарных земель в Туркестанском крае, предлагал, что налог должен стать таким же, как в Европейской России, то есть должен быть снижен.
С 1907 года находился под полицейским надзором.
В 1917 был выбран в Учредительное собрание от Самаркандского избирательного округа по списку № 2 (мусульманские организации Самаркандской области).
В 1917 продолжал службу в Самаркандском отделении Русско-Китайского банка.
После революции переехал в Константинополь.

## Семья
- Сын — Юлдаш Абдухалилов (? — 1924[источник не указан 3574 дня]), садовник[6].
  - Внук — Мухаммад Латиф Юлдашев (? — 1947)[источник не указан 3567 дней].
  - Внук — Азиз Юлдашев (24 октября 1915—9 октября 2011), участник ВОВ, директор кооперативного института в Душанбе[6]
- Сын — Рустам Абдухалилов (Самарканд)[источник не указан 3574 дня]
- Сын — Малла Абдухалилов (Самарканд, до революции учился в кадетском корпусе в России, участник гражданской войны командир Красной армии, погиб в бою с басмачами)[источник не указан 3574 дня]
- Сын — Абдулло Абдухалилов[источник не указан 3574 дня]

### Рекомендуемые источники
- Котляр П., Вайс М. Как проходили выборы в Туркестане. Ташкент, 1947;
- Мусульманские депутаты Государственной думы России, 1906-1917 гг.: Сборник документов и материалов. Уфа, 1998;